# Spółgłoska zwarto-szczelinowa miękkopodniebienna bezdźwięczna
Spółgłoska zwarto-szczelinowa miękkopodniebienna bezdźwięczna – rodzaj dźwięku spółgłoskowego występujący w językach naturalnych, oznaczany w międzynarodowej transkrypcji fonetycznej IPA symbolem [kx]. Odpowiednikiem dźwięcznym jest [ɡɣ] - Spółgłoska zwarto-szczelinowa miękkopodniebienna dźwięczna.

## Artykulacja
W czasie artykulacji tej spółgłoski:
- modulowany jest strumień powietrza wydychany z płuc, czyli jest to spółgłoska płucna egresywna
- tylna część podniebienia miękkiego zamyka dostęp do jamy nosowej, jest to spółgłoska ustna
- prąd powietrza w jamie ustnej uchodzi wzdłuż środkowej linii języka – spółgłoska środkowa
- tylna część języka dotyka podniebienia miękkiego - jest to spółgłoska miękkopodniebienna.
- Dochodzi do całkowitego zablokowania przepływu powietrza przez jamę ustną i nosową, a następnie do przejścia bezpośrednio, bez plozji, do spółgłoski.
- wiązadła głosowe nie drgają, spółgłoska ta jest bezdźwięczna

## Przykłady
- w języku koreańskim: 크다 / keuda [k͡xɯ̽da] „duży[1]
- w języku lakota: lakhóta [laˈk͡xota] „Lakota”
- w dialekcie Orsmaal-Gussenhoven języka niderlandzkiego: blik [ˈblɪk͡x] „talerz”[2]
- w języku navaho: kǫʼ [k͡xõʔ˩] „energia życiowa”